# Tentatives de renversement des résultats de l'élection présidentielle américaine de 2020
Pour un article plus général, voir Élection présidentielle américaine de 2020.

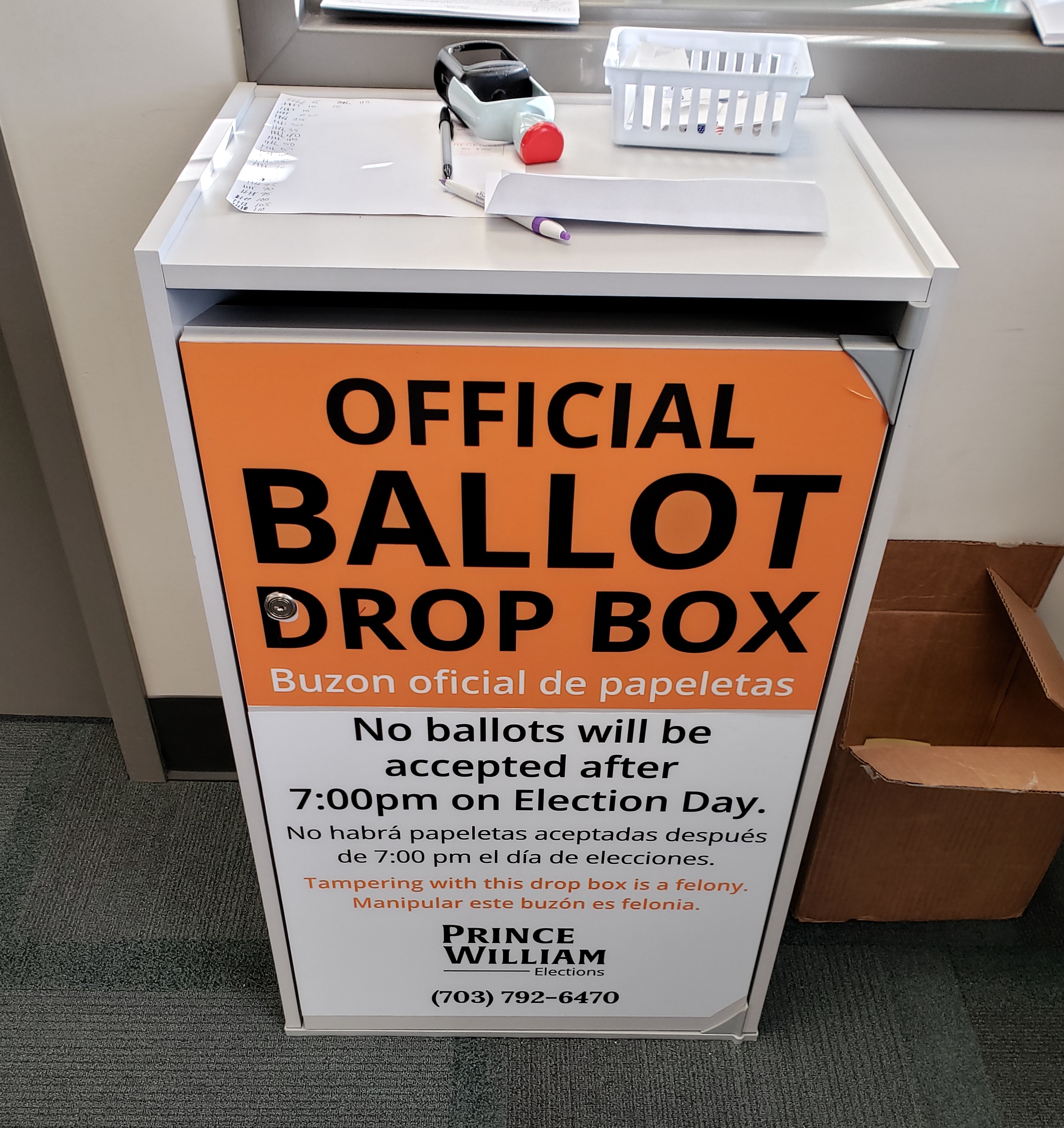
Urne de vote pour l'élection présidentielle américaine de 2020.

Les tentatives de renversement des résultats de l'élection présidentielle américaine de 2020 font référence aux nombreuses actions entreprises par Donald Trump (Parti républicain), président des États-Unis sortant, ses avocats et ses partisans en vue de retourner les résultats de l'élection présidentielle américaine de 2020 qu'il perd face à Joe Biden  (Parti démocrate). Refusant de reconnaître sa défaite, alléguant de façon mensongère que ce sont des fraudes et irrégularités dans le processus électoral qui ont permis la victoire de son adversaire, il affirme que la sienne aurait par conséquent été « volée ». Donald Trump revendique à de nombreuses reprises une victoire « écrasante ».
Les tentatives de Trump et de ses alliés de conserver le pouvoir malgré la défaite se manifestent dès le soir des élections par de multiples allégations, accompagnées après la proclamation des résultats d'une soixantaine de recours juridiques (en) très largement rejetés à travers le pays (jusqu'à la Cour suprême), de théories du complot, de pressions sur les officiels républicains dans les États-clés où Joe Biden l'a emporté, et des manifestations de partisans de Trump autour du slogan « Stop the Steal! » ("stoppez/arrêtez le vol" en français).
Si ces allégations infondées échouent à convaincre la justice, elles jettent le doute dans l'esprit de millions d'Américains, conduisant certains d'entre-eux à se lancer à l'incitation du président Trump à l'assaut du Capitole le 6 janvier 2021, au moment où le Congrès procède à la certification des votes du collège électoral, dans le but de bloquer cette étape finale du processus électoral de 2020. La Chambre des représentants vote la mise en accusation et une nouvelle procédure de destitution contre Donald Trump en janvier 2021 qui voit son acquittement.
En août 2023, la justice fédérale américaine inculpe Donald Trump pour « Complot contre les États-Unis ». Celle de l'État de Georgie où la pression de Trump et de ses partisans a été particulièrement forte, l'inculpe le même mois en compagnie de dix-huit co-accusés pour notamment « fausses déclarations et faux documents, usurpation de fonction publique, faux et usage de faux, pressions sur des témoins... » 

## Description
Durant plusieurs jours après la tenue de l’élection présidentielle américaine de 2020, aucun vainqueur n’est annoncé, en raison notamment de l’importance du vote par correspondance. Les médias annoncent finalement la victoire de Joe Biden quatre jours après le scrutin.
L'équipe de campagne de Donald Trump et ses avocats contestent dès lors les résultats de l'élection, notamment dans les États-clés, où le président sortant aurait dû « retourner » 32 500 voix dans quatre d’entre eux pour être réélu. Le président refuse ainsi de concéder sa défaite, affirme qu'il a largement gagné l'élection et que sa victoire lui a été volée ; le slogan « stop the steal » devient le cri de ralliement de ses centaines de milliers de partisans. Soixante requêtes sont déposées auprès de multiples tribunaux locaux, nationaux et fédéraux et de multiples accusations et allégations sont proférées au cours de conférences publiques ou de déclarations, par Trump, ses avocats et ses partisans. Au 31 décembre, seule une des 60 requêtes auprès des tribunaux a été gagnée, toutes les autres ont été perdues ou rejetées.
Grâce à ses allégations accréditées par l'écosystème médiatique qui le soutient, des membres de son gouvernement, de nombreux républicains de la Chambre des représentants, quelques sénateurs, et constamment répétées, des dizaines de millions d'Américains croient que l'élection a été truquée et volée à Trump, appuyés par les tweets du président à l'attention de ses 88 millions d'abonnés, qui répète quasi quotidiennement les mot « rigged » (« truqué/trafiqué ») et « fraud ». Aucune preuve n'étaye pourtant ces allégations, comme le déclare notamment après enquête le ministre de la justice Bill Barr, instantanément renvoyé de son poste par Trump. Chris Krebs (en), le directeur de la Cybersecurity and Infrastructure Security Agency (CISA), qui a souligné que celle du 3 novembre « était la plus sûre de l'histoire des États-Unis », est lui aussi directement limogé par Trump.
Début janvier, en particulier le 6 janvier, jour où le congrès doit entériner les votes des grands électeurs du 14 décembre, les manœuvres et allégations connaissent leur apogée avec des appels de Trump à son vice-président Mike Pence d'entraver cette procédure en « rejetant les [votes des] grands électeurs élus frauduleusement » et à ses partisans de marcher sur le capitole. Le New York Times indique, dans un article intitulé « 77 jours : la campagne de Trump pour retourner les élections » : « Quelques heures après que les États-Unis ont voté, le président a déclaré que cette élection était frauduleuse. Ce mensonge a déclenché un mouvement qui allait briser les normes démocratiques et bouleverser le transfert pacifique du pouvoir. »

## Antécédents

### Allégations sur les résultats de 2012 et 2016
Lorsque les résultats de l'élection présidentielle de 2012 ont été publiés, annonçant la victoire de Barack Obama, Donald Trump considère déjà que les électeurs républicains ont été floués et publie sur son compte Twitter des appels à refuser le résultat : « Nous ne pouvons pas laisser faire cela. Nous devrions marcher sur Washington et mettre fin à cette parodie. »
Lors des primaires républicaines, alors que Ted Cruz l'a devancé dans l'Iowa, Trump se déclare victime d'une fraude « au vu de la fraude commise par le sénateur Ted Cruz au cours du caucus de l'Iowa, soit une nouvelle élection devrait avoir lieu, soit les résultats de Cruz devraient être annulés ».
Des observateurs notent que lors de la campagne de 2016, Trump n'a jamais voulu dire qu'il aurait accepté les résultats, eut-il perdu,,. En contradiction avec les chiffres officiels (Hillary Clinton, qu'il a battue par 306 à 232 au collège électoral, l'a devancé de 2,8 millions de voix et deux points de pourcentage au niveau du vote populaire), il affirme qu'il « a remporté le vote populaire, si on déduit les millions de personnes qui ont voté illégalement ». En accord avec cette allégation, il refuse de certifier le décompte des voix populaires en évoquant le fait que 3 millions d'immigrés illégaux auraient voté pour Clinton.

### Une administration sous contrôle
Peu avant les élections de 2020, en octobre 2020, Trump signe un décret qui institue une nouvelle catégorie d'employés fédéraux, l'annexe F. Celle-ci comprend tous les fonctionnaires de carrière dont le travail inclut l'« élaboration de politiques ». Concrètement, cela a pour effet que ces employés ne bénéficieront désormais plus des protections caractéristiques de la fonction publique contre des licenciements arbitraires [c.à.d. en raison de divergences politiques], mais seront soumis aux mêmes règles que les personnes recrutées pour des postes purement politiques. La nouvelle qualification pourrait s'appliquer à des milliers d'experts non partisans, tels que des scientifiques, qui conseillent les personnes nommées pour des raisons politiques et qui dirigent leur ministère. Les chefs de toutes les agences fédérales reçoivent alors l'ordre de communiquer, avant le 19 janvier 2021, une liste de postes pouvant être reclassés dans l'annexe F. Ainsi, l'Office of Management and Budget présente-t-elle en novembre une liste qui comprend 88 % de ses effectifs. Les organisations d'employés fédéraux et les démocrates du Congrès cherchent sans succès à faire annuler l'ordre par des procès ou des projets de loi. Les démocrates de la Chambre soulignent dans une lettre que ce décret risque d’« entraîner un exode massif du gouvernement fédéral à la fin de chaque administration présidentielle, laissant les agences fédérales sans connaissance institutionnelle approfondie, sans expertise, expérience et capacité à développer et à mettre en œuvre des stratégies politiques axées sur le long terme ».

### Mise en cause de la légitimité de Kamala Harris
En août 2020, dès que Joe Biden fixe son choix sur Kamala Harris pour qu'elle soit sa co-listière, Trump met en doute le fait qu'elle soit née sur le sol américain, et donc qu'elle ait la nationalité américaine. Les observateurs rappellent qu'il avait, de la même manière, mis en cause le lieu de naissance de Barack Obama, alléguant qu'il était né au Kenya et n'était donc pas légitime pour être élu président des États-Unis.

### Défiance exprimée avant la publication des résultats de 2020
Dans les mois qui précèdent l'élection de début novembre, Trump exprime à de multiples occasions sa défiance vis-à-vis du vote par correspondance, alors même qu'il avait l'habitude de voter par correspondance lors des élections précédentes,. Fin juillet, il suggère de reporter l'élection présidentielle, afin de garantir l'intégrité du scrutin. Des parlementaires républicains désapprouvent et plusieurs experts du droit déclarent que cette manœuvre nécessite de modifier la loi fédérale de 1845 par un improbable vote bipartisan du Congrès,. Il déclare à plusieurs reprises, et ce dès le mois d'août, qu'il est impossible qu'il perde cette élection, qu'« il ne peut perdre que s'il y a fraude ». En octobre, Trump tweete « ELECTIONS 2020 TRUQUEES : des millions de bulletins de vote vont être imprimés par des nations étrangères. »
Les analystes prévoient qu'une très faible proportion des électeurs républicains votera par correspondance, l'inverse étant vrai pour les démocrates. Dès lors, au moment du décompte, on peut anticiper que, du fait que les votes par correspondances sont dépouillés après les votes en personnes, des États paraissent avoir été gagnés par Trump avant que le décompte des votes par correspondance n'inverse le résultat. Les analystes s'attendent à ce qu'une défaite attribuable à ces votes par correspondance soit accusée d'être frauduleuse par Trump. En octobre, Steve Bannon lance une campagne nationale avec pour thème « Le complot pour voler 2020 ».

### Contexte médiatique
Des observateurs notent que depuis plusieurs années les grands médias américains ont progressivement abandonné la recherche de neutralité pour prendre des postures partisanes, soit pro-républicain et pro-Trump, soit pro-démocrate et anti-Trump. Sandrine Cassini pour le journal Le Monde note que « les émissions politiques […] sur les trois chaînes d'information américaines CNN, MSNBC et Fox News n’ont plus grand-chose à voir avec le journalisme ». Jim Bittermann considère que le virage des médias nationaux date des années Reagan, lorsque celui-ci a aboli une loi demandant aux médias un traitement équitable des différentes thèses. L'analyse révèle que ce virage partisan est rémunérateur pour les médias, même s'il entraîne une polarisation des audiences. Selon l'analyse du Monde, la France n'est pas à l'écart de cette tendance, avec l'émergence de CNews qui met en avant des polémistes professionnels tel qu'Éric Zemmour. Ce contexte médiatique amplifie la polarisation de la population, chacun n'étant exposé qu'aux thèses auxquelles il adhère déjà.

## Victoire de Biden et thèses défendues
Lors de la nuit de l'élection, Donald Trump déclare qu'il a gagné, dénonçant sans preuve des « votes illégaux ». Comme le comptage des votes a démarré par les bulletins déposés le jour même dans l'urne, avant de se poursuivre par le dépouillement des votes par anticipation très largement utilisés par les électeurs démocrates, le président monte directement au créneau le lendemain 4 novembre : « La nuit dernière, j'étais solidement en tête, dans beaucoup d'états-clé, mais dans presque tous les cas, les Démocrates dirigent et contrôlent. Ensuite, petit à petit, mon avantage a commencé à disparaître comme par magie alors que des bulletins pourris sont arrivés par surprise pour être comptés. Très étrange ! », écrit-il dans un tweet immédiatement effacé par Twitter avec le « Very Strange » écrit en lettres capitales. Il répétera de nombreuses fois au cours des deux mois suivants cette allégation selon laquelle son avance a disparu « par magie ». Cette tactique du camp Trump avait été décrite comme probable par Serge Halimi en octobre, l'évolution du score à la fin du décompte étant parfaitement prévisible. Trump affirmera à des nombreuses reprises qu'il a en fait obtenu une victoire écrasante (I won by a landslide, en français "J'ai gagné haut la main"). Le 7 novembre, les médias américains annoncent la victoire de Joe Biden. Le 14 décembre, le Collège électoral officialise le score de 306 grands électeurs à 232 en faveur du candidat démocrate, qui devance par ailleurs son adversaire de plus de 7 millions de voix au niveau du vote populaire (51,4 % à 46,9 %).
Contre le déroulement du processus électoral, les responsables de l’équipe politique et les avocats de Trump défendent des thèses telles que l’existence d’une conspiration communiste internationale impliquant la Chine et le Venezuela, visant à faire élire Biden, le fait que les machines de vote électronique étaient truquées et que de multiples fraudes ont été commises dans les bureaux de vote,,,,. Leurs allégations de fraude électorale sont considérées comme totalement infondées par la quasi-totalité des juges fédéraux et d'État, ainsi que par des responsables électoraux locaux et d'États, tout comme par les départements de la justice et de la sécurité intérieure. À la suite de Trump, nombre des élus républicains refusent de reconnaître la victoire de Biden. Emily Murphy, la directrice de l'administration des services généraux présidentiels, retarde le lancement de la transition présidentielle, jusqu’au 23 novembre, soit 16 jours après que la plupart des médias, y compris conservateurs, aient confirmé que Biden était bien le vainqueur incontestable.
Après que ses allégations de fraude électorale aient été rejetées comme étant totalement dépourvues de fondement par de nombreux juges, des responsables locaux des élections et certains membres de sa propre administration, le président Trump pousse à la démission ou limoge des membres des ministères de la Défense et de la Sécurité intérieure.
Des proches de Donald Trump ont déclaré à plusieurs médias ainsi qu'à la commission sur l'attaque du Capitole que le président aurait admis en privé qu'il a perdu,. Cette question est importante car les charges sont sérieuses si l'intention criminelle est prouvée ou que le président plaide la bonne foi sur la fraude électorale,.

## Manœuvres mises en œuvre ou envisagées

### Arrêter le décompte des voix
Dès le 4 novembre, Trump déclare avoir remporté une large victoire et appelle à ce qu'on arrête le décompte des voix. Il s'attribue notamment la victoire dans les principaux « swing states » où le décompte des votes n'est pourtant pas terminé : la Caroline du Nord, la Géorgie, la Pennsylvanie, le Michigan et le Wisconsin. Il déclare qu'il y a une fraude massive et qu'il ira à la Cour suprême pour que sa victoire soit confirmée.
Après l'annonce de la victoire de Biden, l'équipe de Trump appelle à faire des recomptages dans plusieurs États. Ainsi, les bulletins de Géorgie furent recomptés trois fois. Les experts indiquent que les recomptes n'affectent au mieux que quelques centaines de bulletins et, contrairement au processus de Floride pour l'élection de 2000, ne devraient pas changer le résultat,.

### Pression sur des fonctionnaires et élus d'États clés
Trump et son équipe cherchent à ce que les fonctionnaires des swing states acceptent de rejeter des bulletins de vote légalement déposés et contestent les processus de certification des votes. Son équipe peut exploiter les vides juridiques et formulations ambigües des lois électorales conçues au XIXe siècle, avec la possibilité que les législatures d'État outrepassent le vote des électeurs. Trump lui-même fait pression à plusieurs reprises auprès de Brian Kemp, le gouverneur de Géorgie, pour qu'il convoque une session spéciale du parlement national afin d'annuler la certification de la victoire de Biden dans cet État. Il fait une demande similaire au président de la Chambre des représentants de Pennsylvanie. Avant et après l'élection, Trump déclare qu'il compte bien que la Cour suprême finisse par en déterminer l'issue et le déclare vainqueur. Lorsque son équipe juridique porte devant la Cour suprême une contestation des résultats certifiés dans quatre États, cherchant à faire annuler environ 20 millions de votes avec notamment l'appui de 126 élus républicains de la Chambre, la cour, pourtant à majorité républicaine, rejette la requête le 11 décembre. Le sénateur Ted Cruz s'était déclaré volontaire pour plaider la cause devant la plus haute juridiction américaine, mais il n'en aura pas l'occasion,. Le 22 décembre 2023, d’après un enregistrement révélé par le quotidien américain The Detroit News, lors d'un appel, le 17 novembre 2020, Donald Trump aurait demandé à Monica Palmer et William Hartmann, les deux représentants du Parti républicain du comté de Wayne, dans le Michigan, de ne pas certifier les résultats des élections du comté. « Nous devons nous battre pour notre pays […] nous ne pouvons pas laisser ces gens nous voler notre pays », aurait déclaré Donald Trump lors de cet appel téléphonique. Le 02 juillet 2024, Rudy Giuliani est radié du barreau de l'État de New York, pour ses efforts visant à renverser l'élection présidentielle américaine de 2020.

### Cour suprême, loi martiale et mise en cause des machines à voter
Michael T. Flynn, ancien conseiller à la sécurité nationale de Trump, récemment gracié par celui-ci, déclare être favorable à l'instauration de la loi martiale dans les États-pivots afin qu'une nouvelle élection puisse y être organisée sous autorité militaire. Joseph diGenova, avocat de Trump, déclare qu'un ancien fonctionnaire fédéral qui a dit que l'élection était sûre, doit être exécuté. Trump envisage de nombreuses autres options, telles que la saisie des machines de vote, un autre recours devant la Cour suprême, ainsi que la contestation de la certification par le Congrès des résultats du Collège électoral le 6 janvier 2021, mettant sur pied un grand rassemblement de ses partisans ce jour-là, avec un tweet à leur attention : « Soyez là, ce sera sauvage ! ». Le 30 décembre, des membres républicains de la Chambre et du Sénat indiquent leur intention de s'opposer à la certification par le Congrès des résultats du Collège électoral ce qui aura pour effet de forcer les deux chambres à débattre et à voter sur l'acceptation des résultats.

### Pression pour«trouver des voix supplémentaires»
Début janvier 2021, des écoutes sont révélées par le Washington Post et relayées par les journaux américains dans lesquelles on entend Trump faire pression sur le secrétaire d'État géorgien Raffensberger pour lui « trouver juste le nombre de voix nécessaires pour gagner cette élection ». Il use notamment de menaces ; cette intervention paraît insensée à bien des observateurs puisque les résultats ont été entérinés depuis plus d'un mois et que trois comptages des voix ont eu lieu dans cet État,. Lors de l'échange, Trump accuse en outre Raffensberger d’avoir commis une « infraction criminelle » en dissimulant en connaissance de cause un complot contre le président.

| Donald Trump     | Twitter |
| @realDonaldTrump |         |

             Raffensperger n’avait pas voulu, ou pas été capable de répondre à des questions relatives à la destruction de bulletins de vote, à des votes de personnes décédées, à des bulletins cachés sous la table
         

        3 janvier 2021

Un analyste de Fox News Channel, un média réputé très largement favorable à Trump, prend la mesure de cet appel téléphonique et le considère comme scandaleux, car il s’agit bien de faire pression pour qu’il change le résultat d’un vote qui s’est passé régulièrement et pour lequel toutes les allégations de fraude ont été balayées par divers jugements. L’analyste explique que c’est Raffensperger qui a organisé la fuite de cette conversation en fournissant les enregistrements au Washington Post, ceci en réaction à des allégations de Trump qui affirmait dans un tweet qu’au cours de cet échange, Raffensperger n'avait pas su ou voulu répondre à ses questions sur des fraudes. L'affaire fait polémique internationalement,,,.

### Demande au vice-président d'entraver le décompte
Également en janvier, Trump fait pression sur Pence pour qu'il agisse de façon à renverser l'élection. En tant que vice-président, Pence a la charge de présider la session du Congrès du 6 janvier, durant laquelle les votes des grands électeurs sont décomptés ; un événement normalement essentiellement cérémonial ne prêtant pas à controverse. Pendant plusieurs jours, Trump exige, en public comme en privé, que Pence utilise ce rôle pour inverser les résultats de l'élection dans les États clés et pour déclarer Trump vainqueur de l'élection. Pence maintient que la loi ne lui donne absolument pas ce pouvoir, mais Trump insiste et déclare que « le vice-président et moi-même sommes totalement d'accord sur le fait que le vice-président a le pouvoir d'agir ». Pence publie alors une déclaration affirmant : « J'estime que mon serment de soutenir et de défendre la Constitution m'empêche de revendiquer unilatéralement le pouvoir de déterminer quels votes électoraux doivent être comptés et lesquels ne doivent pas l'être. »

### Actions de membres du Congrès contre la certification des résultats
En décembre 2020, plusieurs membres républicains de la Chambre, menés par le représentant Mo Brooks de l'Alabama ainsi que par le sénateur républicain Josh Hawley du Missouri, déclarent qu'ils s'opposeront formellement au décompte des voix électorales de cinq États-clés remportés par Joe Biden lors de la session conjointe du 6 janvier 2021. Les objections auront pour effet de contraindre à des votes des deux chambres. Au moins 140 républicains de la Chambre auraient l'intention de voter contre le résultat du décompte des voix, malgré l'absence de toute information crédible sur des irrégularités qui auraient eu un impact sur l'élection, et les multiples rejets des allégations du camp Trump par les tribunaux et les fonctionnaires et en dépit du fait que presque tous ces opposants républicains « viennent de remporter des élections dans le même scrutin qu'ils dénoncent maintenant comme ayant été frauduleusement administré ».
Le chef de la majorité au Sénat, Mitch McConnell, qui, le 15 décembre, a reconnu la victoire de Biden au lendemain du vote du Collège électoral, exhorte ses collègues républicains du Sénat de ne pas se joindre aux efforts de certains républicains de la Chambre pour contester le décompte des voix, mais ne parvient pas à persuader Hawley de ne pas formuler ses objections. Hawley met en avant sa position d'objection dans des courriels de collecte de fonds,. Onze sénateurs républicains et sénateurs élus (Ted Cruz, Ron Johnson, James Lankford, Steve Daines, John Kennedy, Marsha Blackburn, Mike Braun, Cynthia Lummis, Roger Marshall, Bill Hagerty et Tommy Tuberville), soit un quart des sénateurs républicains, ont annoncé qu'ils se joindraient au défi lancé par Hawley, tout en reconnaissant qu'il n'aboutirait pas. Aucun des 11 sénateurs qui prévoyaient de s'y opposer ne donnent des précisions sur leurs allégations de fraude ; ils laissèrent plutôt entendre vaguement qu'il y avait peut-être eu des irrégularités. D'autres sénateurs républicains ne s'engagent pas ou s'opposent à la tentative de leurs collègues.
Les objections aux votes électoraux n'ont aucune chance de succès, car les démocrates ont la majorité à la Chambre des représentants et, bien que le Sénat ait une majorité républicaine, il n'y a pas de majorité pour renverser les résultats des élections. Trever Potter, un ancien président républicain de la Commission électorale fédérale, considère que la session conjointe de dépouillement « donne aux partisans inconditionnels de Trump au Congrès l'occasion de fournir à nouveau plus de désinformation sur l'élection à la télévision nationale. » Après que le sénateur John Thune, le deuxième républicain du Sénat, ait déclaré que la contestation des résultats de l'élection échouerait lamentablement au Sénat, Trump l'a attaqué sur Twitter,.

### Manifestations et assaut du Capitole
Le 5 janvier 2021, débutent des manifestations des partisans de Donald Trump, réunis à Washington pour protester contre le résultat de l'élection présidentielle de 2020 et soutenir la demande de Trump au vice-président Mike Pence et au Congrès de rejeter la victoire du président élu Joe Biden. Elles aboutissent le 6 janvier à la prise du Capitole par les manifestants, alors que le Congrès est réuni pour confirmer le vote du collège électoral en faveur de Joe Biden au terme de l'élection présidentielle de 2020. L'assaut, qualifié de tentative de coup d'État ou d'insurrection, fait 5 morts et plus de 140 blessés.
À la suite de la prise du Capitole, une procédure de destitution est lancée par le Parti démocrate contre Donald Trump pour « incitation à l'insurrection ». Elle est votée le 13 janvier 2021 par la Chambre des représentants.

## Théories du complot
Quelques jours avant l'élection présidentielle de 2020, un développeur de logiciels connu pour avoir fait à plusieurs reprises des déclarations douteuses, Dennis Montgomery, affirme qu'un programme du nom de « SCORECARD », fonctionnant sur un superordinateur du gouvernement  dont il dit qu'il s'appelle « HAMMER », sera utilisé pour faire transformer des votes en faveur de Trump en vote pour Biden sur les machines de vote. Une des avocates particulièrement en vue de l'équipe juridique de Trump, Sidney Powell (en), relaie cette hypothèse lors de deux émissions du groupe Fox News, d’abord Lou Dobbs Tonight (en) dès le 6 novembre,, et à nouveau le 8 novembre, dans une autre émission prétendant qu’elle dispose de « la preuve que c'est exactement ce qui s'est passé ». Elle affirme dans la foulée que la CIA a ignoré les avertissements concernant le logiciel, et demande à Trump de licencier la directrice de la CIA, Gina Haspel, pour cette « faute ». Chris Krebs (en), directeur de la Cybersécurité et de l'Agence de sécurité des infrastructures (CISA), qualifie les allégations relatives au superordinateur de « non-sens » et de « canular ». Cela l’amène à qualifier, au nom de la CISA, l'élection de 2020 comme « la plus sûre de l'histoire américaine », à démentir l’existence de la moindre « preuve qu'un système de vote ait supprimé ou perdu des votes, changé des votes ou été compromis de quelque manière que ce soit »,. Quelques jours plus tard, Trump licencie Krebs par tweet, en affirmant que l'analyse de Krebs était « très inexacte ».
Lors d'une conférence de presse le 19 novembre, Powell affirme, de nouveau sans preuve, qu'un complot communiste international a été mis en place par le Venezuela, Cuba, la Chine, Hugo Chávez (décédé en 2013), George Soros et la Fondation Clinton, pour truquer les élections de 2020. Elle allègue également que le dispositif de vote Dominion permet « de définir et d’exécuter un algorithme qui a probablement été utilisé dans tout le pays pour prendre un certain pourcentage des votes désignant Trump comme président et les comptabiliser pour Biden ». La source de nombre de ces affirmations semble être l'organe de presse d'extrême droite One America News Network (OANN). Elle relaie également une théorie du complot notamment propagée par le député Louie Gohmert et l'OANN : des résultats de vote exacts auraient été transmis au bureau allemand de la société espagnole de vote électronique Scytl, où ils auraient été traités et auraient révélé des victoires écrasantes de Trump dans plusieurs États (notamment des victoires peu plausibles de Trump dans des bastions démocrates comme la Californie, le Colorado, l'État du Maine, le Minnesota et le Nouveau Mexique), après quoi un serveur de cette société aurait été saisi lors d'un raid de l'armée américaine. L'armée américaine et Scytl ont réfuté ces affirmations : Scytl signalant en outre qu'elle n'a plus de bureaux en Allemagne depuis septembre 2019 et ne comptabilise aucun vote américain.
L'avocat personnel de Trump, l'ex-maire de New York Rudy Guiliani, affirme pour sa part au cours de cette même conférence de presse, lui aussi sans donner la moindre preuve, que Joe Biden est à l'origine d'un « plan centralisé » de fraude électorale massive.
Dans une interview accordée à Newsmax le 21 novembre, Powell accuse nommément le gouverneur républicain de Géorgie, Brian Kemp, d'être « dans le coup » et évoque des irrégularités financières de celui-ci,. Powell laisse entendre que la fraude aurait empêché Doug Collins d’être qualifié dans la course au Sénat de Géorgie, lors des primaires générales non partisanes de novembre 2020 au bénéfice de Kelly Loeffler.
Elle a également affirmé que le Parti démocrate avait déjà utilisé des machines truquées de Dominion pour vaincre Bernie Sanders lors des primaires de 2016, et que Sanders l'avait appris mais qu'il s'était tu. Elle déclare être capable de faire « sauter » la Géorgie dans un procès qu’elle prédit comme « biblique ». Powell suggère que les candidats « ont payé pour que le système soit truqué » en leur faveur. Sur la base de ces affirmations, Powell a appelé les parlements d'États contrôlées par les républicains des swing states à ne pas tenir compte des résultats des élections et à nommer des grands électeurs « loyaux » qui voteraient pour réélire Trump, sur la base de l'article deux de la Constitution. Le Washington Post rapporte que le 5 décembre, Trump demande effectivement à Kemp de convoquer une session spéciale du parlement géorgien à cette fin, ce que Kemp a refusé. Trump fait également pression sur le président de la Chambre des représentants de Pennsylvanie, Bryan Cutler, pour qu'il annule le résultat et désigne des électeurs favorables à Trump, mais Cutler a refusé, disant que le parlement d’État n'a pas le pouvoir de modifier la liste des grands électeurs.
Le 22 novembre, l'équipe de Trump prend ses distances avec Sydney Powell, estimant qu'elle « en faisait trop ».

Le 25 novembre, c'est Donald Trump qui prend la parole pour affirmer, sans donner ni arguments ni preuve, que : 

« C’est une élection que nous avons gagnée facilement. Nous l’avons largement emporté. […]. Cette élection a été truquée. »

Le président réitère ses allégations début décembre dans une diatribe qu'il présente comme « le discours le plus important de sa carrière ».
Il appelle alors ses partisans à renverser le résultat des élections.

### Amplifications médiatiques suivies de démentis
Des chaines de télévision conservatrices ont relayé ces allégations sans fondement de fraude liées aux machines de vote, ce qui a amené Smartmatic, une société accusée de complicité avec Dominion, à leur envoyer une demande formelle de rétractation assortie de menaces de poursuites judiciaires. Certains des animateurs vedettes de la chaîne Fox News, comme Sean Hannity, Tucker Carlson, Lou Dobbs, Jeanine Pirro et Maria Bartiromo ont soutenu la théorie de l'élection volée à Donald Trump, parfois en invitant certains des promoteurs des théories du complot les plus loufoques comme Sidney Powell (en) ou Mike Lindell (en). Lindell fit un film, Absolute Proof (en) où il récapitule ses allégations de fraudes, toutes démenties ; le film gagnera deux trophées aux 41e Razzie Awards. Le conservateur Dinesh D'Souza réalise lui aussi un documentaire, 2000 Mules, dénonçant les « fraudes ». L'animateur de Fox News, Lou Dobbs, s'était exprimé ouvertement pendant son émission pour soutenir les allégations, mais le 18 décembre, son émission diffuse un segment vidéo discréditant les allégations, et Lou Dobbs lui-même n’ajoute aucun commentaire. Les animatrices de Fox News, Jeanine Pirro et Maria Bartiromo, qui avaient également soutenu ouvertement les allégations, diffusent dans leurs émissions le même segment vidéo pour démentir les allégations les deux jours suivants. Smartmatic avait exigé que les corrections « soient publiées à plusieurs reprises » en prime time pour « faire correspondre l'attention et l'audience visées avec les publications diffamatoires originales »,. Dominion envoie une lettre similaire à Sidney Powell, lui demandant de se rétracter et de conserver tous les documents pertinents ; à la suite de quoi l'équipe juridique de Trump demande à des dizaines de membres de son personnel de conserver tous les documents pour tout litige futur.
Le 4 février 2021, la société Smartmatic (en) qui vend des systèmes de votes électroniques, régulièrement accusée par Dobbs et d'autres d'avoir manipulé l’élection présidentielle de 2020, lance une action en diffamation contre Fox News, Lou Dobbs et deux autres animateurs de la chaîne, Jeanine Pirro et Maria Bartiromo, à charge desquels elle réclame des dommages et intérêts d'un montant de 2,7 milliards de dollars. Sont également poursuivis dans cette action judiciaire les avocats Rudy Giuliani et Sidney Powell (en). Le 5 février 2021, Fox News annonce mettre le jour même un terme à l'émission Lou Dobbs Tonight et se séparer séance tenante de Lou Dobbs.

## Une collecte de fonds considérable
Un mois après le jour du scrutin, les actions politiques de Trump en relation avec ces fausses allégations ont permis de récolter plus de 207 millions de dollars, en grande partie en faisant appel à des donateurs de petits montants, convaincus par les allégations de fraude électorale. La collecte fait référence à un « Fonds officiel de défense des élections » en fait inexistant, et les fonds s’avèrent destinés à d'autres fins, notamment au financement des activités post-présidentielles de Trump. Les sommes considérables engrangées dans ce PAC lui permettent entre autres de menacer de financer des campagnes de candidats républicains à des mandats pour faire obstruction à des personnalités dont il estime qu'elles ne le soutiennent pas suffisamment,.

## Réactions de personnalités jusqu'alors pro Trump
Après son licenciement en tant que directeur de la Cybersecurity and Infrastructure Security Agency (CISA), l’organe chargé de valider la sécurité informatique des dispositifs liés à l’élection, Chris Krebs a été interviewé à propos du processus de surveillance des élections et a déclaré que « il n'y a eu aucune indication ou preuve qu'il y ait eu une quelconque forme de piratage ou mise en cause des systèmes électoraux le 3 novembre, avant ou après ». En réponse aux allégations infondées d'externalisation du comptage des votes à l'étranger, Krebs a également affirmé que « tous les votes aux États-Unis d'Amérique sont comptés aux États-Unis d'Amérique ». Le procureur général des États-Unis, William P. Barr, un allié loyal de Trump, déclare en outre le 1er décembre que les procureurs américains et les agents du FBI qui ont enquêté sur des plaintes et des allégations de fraude n'ont trouvé aucune preuve de quoi que ce soit qui pourrait changer le résultat de l'élection.
Le New York Post, journal détenu par le conservateur Rupert Murdoch, qui a régulièrement soutenu les candidatures de Trump à la présidence publie en décembre un éditorial en première page demandant au président de « mettre fin à la folie » et « à cette sombre mascarade », affirmant que cela « encourageait un coup d'État antidémocratique »,. L'éditorial poursuit sa critique : « Si vous insistez pour passer vos derniers jours au pouvoir en menaçant de tout brûler, c'est ainsi que l'on se souviendra de vous. Non pas comme un révolutionnaire, mais comme l'anarchiste qui tient l’allumette ». Le journal populiste qualifie de « folle » l'avocate Sidney Powell (en) qui joue un rôle clé dans la dissémination de différentes théories du complot et considère que la suggestion de l’ex-conseiller à la sécurité nationale Michael T. Flynn de déclarer la loi martiale comme « équivalant à une trahison ».
Les élus républicains qui s'affranchissent de Trump se voient promis des entraves dans leur parcours politique. Ainsi le sénateur John Thune, qui avait critiqué en décembre la continuation sans limites des batailles pour contrecarrer le verdict des urnes, est-il attaqué dans un tweet de Trump qui le traite de RINO, lui annonce une primaire difficile pour son prochain mandat et prolonge en disant que sa carrière politique est finie « RINO John Thune, “Mitch’s boy”, should just let it play out. South Dakota doesn’t like weakness. He will be primaried in 2022, political career over!!! ».
Alors qu'il est encore le chef de la majorité républicaine au Sénat, Mitch McConnell souligne le 19 janvier que les émeutiers qui ont pris d'assaut le Capitole étaient « abreuvés de mensonges », et « incités par Trump et d'autres personnes importantes ». Il réserve ainsi sa décision de voter la destitution du président sortant. Avant d'être investi, et à la lumière des évènements du 6 janvier, Joe Biden fustige pour sa part les sénateurs républicains Ted Cruz et Josh Hawley, déclarant : « Je pense qu'ils devraient être battus à plate couture la prochaine fois qu'ils se présentent. Le public américain a maintenant une bonne idée de qui ils sont. Ils font partie de ce mensonge, ce gros mensonge ».

## Suites judiciaires
Outre le procès en destitution lancé contre Donald Trump, la société Dominion porte plainte contre Rudy Giuliani pour diffamation ainsi que contre plusieurs chaînes de télévision, au premier rang desquelles Fox News,. Des poursuites contre des présentateurs en vue comme Sean Hannity, Rush Limbaugh, Maria Bartiromo et Greg Kelly sont également envisagées. L'autre société de vote électronique, Smartmatic, lance elle aussi un procès contre  Fox News et ses animateurs les plus en vue, où elle réclame un dédommagement de 2,7 milliards de dollars pour avoir répandu une série de mensonges en soutien de la campagne de retournement des résultats des élections de Trump. Cela concerne principalement Lou Dobbs, dont l'émission très regardée Lou Dobbs Tonight, est directement retirée de l'antenne de Fox Business début février.
Le 18 avril 2023, Fox News conclut un règlement amiable avec le fabricant de machines à voter Dominion, qui poursuivait le groupe pour diffamation. Fox s'engage à verser au plaignant la somme de 787,5 millions de dollars. Pour faire grimper l'audimat, certains journalistes ont exposé des thèses fantaisistes auxquelles eux-mêmes ne croyaient pas sur l'élection de Joe Biden en 2020. D'après leurs communications internes, Rupert Murdoch et son fils Lachlan doutaient de l'existence d'une fraude, mais n'ont rien fait pour empêcher la désinformation par leurs journalistes. Le juge Eric Davis a écrit qu'« aucune des affirmations liées à Dominion au sujet de l'élection de 2020 n'était vraie ». Fox déclare dans un communiqué : « nous acceptons la conclusion de la cour, qui a établi que certaines affirmations concernant Dominion étaient fausses ».
Le 1er août 2023, la justice fédérale américaine inculpe Donald Trump pour « complot contre les États-Unis » pour avoir mené un « projet criminel » qui visait à « saper les fondements de la démocratie américaine ». Il plaide non-coupable. 15 jours plus tard, c'est l'État de Georgie qui inculpe Trump et dix-huit co-accusés pour notamment « fausses déclarations et faux documents, usurpation de fonction publique, faux et usage de faux, pressions sur des témoins....».
Le 6 février 2024, la cour d'appel fédérale du circuit de Washington DC, a rejeté la demande d'immunité pénale de Donald Trump, rouvrant la voie à son procès à DC. La Cour suprême renverse cette décision avec Trump v. USA et indique que le président américain a une présomption d'immunité juridique concernant sa fonction. Les experts divergent mais supposent qu'en cas de réélection victorieuse en 2024, Trump pourrait faire annuler l'accusation au niveau fédéral mais pas la procédure en Géorgie, qui serait interrompue durant son mandat.

## Fin de la suppression des contenus contestant les résultats de l'élection par YouTube
Le 2 juin 2023, la plateforme YouTube annonce qu'elle cesse de supprimer les contenus qualifiant de « vol » les élections de 2020. Elle considère toujours ces contenus comme contraires à la vérité, mais pense qu'en débattre vaut mieux que de les occulter.